# 武村正義
武村 正義（たけむら まさよし、1934年〈昭和9年〉8月26日 - 2022年〈令和4年〉9月28日）は、日本の政治家、自治官僚、政治評論家。位階は従三位。
八日市市長、滋賀県知事（3期）、衆議院議員（4期）、新党さきがけ代表、内閣官房長官、大蔵大臣を歴任。政界引退後は龍谷大学客員教授、徳島文理大学大学院教授を務めた。

## 来歴・人物

### 生い立ち
滋賀県蒲生郡玉緒村（現・東近江市柴原南町）の農家に生まれた。母を小学2年、祖父を中学3年、父を高校2年のときに亡くす。兄勘一。滋賀県立八日市高等学校では日本民主青年同盟に入って活動を行った。新聞部の部長だった2年生のとき、友人の書いた文章の内容が偏っているとして、担任が不掲載を求めた。武村は拒否し、無期謹慎の処分を受けた。同じ日に他の8名の生徒も、発行した機関紙が思想的に偏っているとして退学や停学などの処分を受ける。誰一人処分には納得せず、京大生や立命館大学の学生らの応援を得て反対運動を続けた。生徒会長に立候補し、吉田内閣の逆コースと再軍備施策を批判した。
高校卒業後から受験勉強を始める。「学費の面倒をみる」と請け合った叔父（東京在住）に勧められ、工学部入学を目指す。その中で唯一物理が必須科目でない名古屋大学工学部機械工学科を志願し、1浪の末に無事合格した。しかし向いていないと自覚して、2年生の春、学籍を大学に残したまま受験勉強をし直すという目的で、神崎郡永源寺町（現・東近江市）の永源寺に書生として住み込む。翌春、東京大学教育学部の3年生に編入学した。卒業後、東京大学新聞研究所を経て経済学部に学士入学、経済学部を卒業。その間、歯学部の6年生だった女性と学生結婚した。
国家公務員上級甲種試験（行政）に合格後、自治省の面接試験を受ける。面接官のひとりに後藤田正晴がいた。27歳で妻も子もいるという経歴を面白いと思った後藤田の推薦により、1962年、自治省に入省。
愛知県庁に出向している間にドイツ政府留学生試験に合格。妻は名古屋市で歯科医院を開業した直後であったが、西ドイツに留学。異例の公務出張扱いであった。帰国後、「日本列島における均衡発展の可能性」と題した論文を『自治研究』（1967年）に発表、地方開発の必要性を説いた。それはやがて列島改造論を模索していた田中角栄の目に止まる。田中に呼ばれ事務所で30分ほど論文の概要を話すと、「明日からうちの事務所へ来てくれ」と言われる。帰ってから、自治省官房長の宮澤弘に報告すると、「事務連絡で通うことにしておこう。私が責任をもつから行ってきなさい」と言われ、公務員法違反の疑いのある田中事務所通いがそこから半年間続いた。
その後、埼玉県庁に出向。総務部文書課長となる。

### 八日市市長
埼玉県で、滋賀県出身の衆議院議員、福永健司の知遇を得た武村は政治の道に進む意欲にかられるようになる。自治省官房調査官になった後、1970年に退職。郷里の八日市に戻り市長選挙立候補の準備を始める。半年ほどで小学校区単位の後援会を12設立した。当初対抗馬と思っていた現職の市長は出馬せず、社会党系が応援する助役が後継として立候補することとなった。1971年4月の選挙に保守勢力をバックに立候補し、初当選した（武村9,802票に対し、対立候補は8,018票）。
30代の若い市長として、自転車で市役所まで通勤するなど、当時から環境を意識した行動をしていた。「自転車都市宣言」を行い自転車道路を建設した。

### 滋賀県知事
1974年9月初旬、日本労働組合総評議会滋賀地方評議会（総評）、全日本労働総同盟滋賀地方同盟（同盟）、滋賀地方中立労働組合協議会（中立労連）、全国産別労働組合連合滋賀地方協議会（新産別）の労組4団体の幹部が市役所を訪れ、滋賀県知事の野崎欣一郎の県政をどう見ているか武村に質問した。野崎は同年11月の県知事選に向けた3選出馬が確実視されていたが、県は武村の市長就任後、八日市市に対する補助金をことごとくカットしていた。また野崎は同市の行事に理由もなく欠席を続けていた。これらのことが地元ローカル紙で克明に報道されている頃のことだった。
会見の直後、労組と民社党は革新統一候補として武村を推すことを決める。当時、野崎と上田建設の癒着が問題化されており、これが最大の攻撃目標となった。民社党衆議院議員の西田八郎は、日本共産党県委員長の西田清に直接交渉し「全野党で協調しようじゃないか」と口説き落とした。民社党の本部は共産党との共闘に難色を示したが、西田八郎が「私が責任をとる」と言って押し切った。
「武村を候補者に推す動きがある」との報道が出始め、武村は9月10日、大津市に出向いて記者会見で発言した。「1期半ばでほかの選挙に出ることはあり得ません。八日市市民に対する背信になります」
当初は日本社会党の足並みがそろわなかった。上田建設社長の上田茂男は戦前の水平社員時代から熱心な無産政党の支持者で、戦後は部落解放同盟の運動を通じて社会党との関係が深かった。60年代後半から、総評系組合以外にほとんど党員組織のない社会党県本部は、上田建設の献金に完全に頼る状態であった。上田茂男は、大量の資金提供とともに、「武村は真の革新候補ではない」として社会党に独自候補を立てるよう強情した。その結果、県委員長の後藤俊男衆議院議員、副委員長の山本秋造県議、大原伴五県議、高橋勉書記長らは、社会党県大会の決定をくつがえして、高橋勉を知事選に立てることを決定してしまう。社会党は緊急党大会を開いて3役を除名し、新3役を選び、武村推薦を決めた。それまで慎重だった市の助役や部長まで市長室にとびこみ「こうなった以上は男として決断してください」と迫り、武村は10月15日、ついに立候補を決断した。
労組4団体と社会党、共産党、民社党は武村の選挙組織「みんなで明るい革新県政をつくる会」をつくり、それに公明党が独自推薦で加わった。11月17日に行われた滋賀県知事選で、すべての新聞予想をくつがえし、現職の野崎欣一郎を僅差で破り初当選を果たした。
上田建設に食い物にされた滋賀県の財政は、土地開発公社が多額の未払金を抱えてほとんど破産状態にあった。武村はこの未払金を契約解除によって帳消しにし、県の単独事業をすべて前年度ペースの一律半分以下に抑え、また支持団体である県職員労組に「泣いて」もらい、県職員の1号級ダウン、昇給9か月延期と調整手当の3分の1カットという荒療治を強硬し、財政の再建に成功した。
また、県民との対話を重視し、住民運動を先取りした県政との高い評価を受けた。実績としては、琵琶湖の水質汚染を防ぐために、日本初の合成洗剤追放条例（正式名称「滋賀県琵琶湖の富栄養化の防止に関する条例」、1979年10月17日制定、1980年1月1日施行、参照,
通称：琵琶湖条例)や、風景条例（正式名称「ふるさと滋賀の風景を守り育てる条例」、1984年7月19日制定、1985年7月1日施行、参照）など、全国的に注目を集めた環境保全条例の制定が挙げられる。また、1984年8月28日～8月31日には滋賀県主催の国際会議「国際湖沼環境会議」を大津市で開催。ちなみに、この会議にはのちの滋賀県知事、嘉田由紀子が琵琶湖研究所の研究員として参加し、滋賀県立琵琶湖博物館を提唱していた。
県知事には1978年に無投票で再選。1982年に無投票で三選を果たした。日本の公選知事選挙において連続で無投票当選したのは武村が初めてである。
1970年代後半～1980年代前半、滋賀県知事のかたわら龍谷大学に客員教授として教鞭をとる。その縁で龍谷大学理工学部を滋賀県へ誘致、滋賀県大津市の「びわこ文化公園都市」に理工学部と社会学部の第3のキャンパスを開く。

### 国政への進出
1986年7月6日の第38回衆議院議員総選挙（衆参同日選挙）に滋賀県全県区で保守系無所属で立候補し（選挙期間中に自民党公認となり）当選、国政へ進出（同区で自身が最初に知事選出馬した際の支援者たる民社党新人川端達夫も当選）。自民党では清和政策研究会(安倍派→三塚派)に所属する（本当は田中派から出馬を希望していたが同派現職山下元利が居たため、同派内の創政会会長竹下登が自身の盟友で安倍派会長安倍晋太郎に武村を紹介した）。
1988年9月2日、鳩山由紀夫、石破茂らと政策勉強会「ユートピア政治研究会」を結成し、金のかかる政治に対する改革を訴えた。なお、このユートピア政治研究会がのちの「新党さきがけ」の母体となった。

### 宮沢解散と新党さきがけ結成
1993年4月、田中秀征と武村は新党結成を決断。二人が最初に誘ったのは鳩山由紀夫であった。仲間は合わせて10人となり、武村らは離党時期を同年の8月20日前後と決めていた。そこへ6月18日、宮澤喜一を首班とする宮澤内閣不信任案可決に伴い衆議院が解散する（いわゆる「嘘つき解散」。ただし武村自身は不信任案に対して反対票を投じており、決議の時点では造反していなかった）。同日、10人の自民党議員とともに離党。6月21日、「新党さきがけ」を結党し、党代表に就任。同年7月18日の第40回衆議院議員総選挙では「新党ブーム」に乗って13議席を獲得し躍進。衆院選翌日の7月19日には、知事時代から親しい関係にあった細川護煕の日本新党と、院内統一会派「さきがけ日本新党」を結成し、細川とともに共同代表となる。衆院選後の政局で日本新党と共にキャスティング・ボートを握り、後藤田正晴を中心とする自民党内政治改革推進派と提携しようとするが、同年8月9日、新生党の小沢一郎代表幹事の工作によって、細川を首班とする非自民・非共産連立政権である細川内閣が誕生。武村は内閣官房長官に就任した。

### 細川政権
細川政権のキーパーソンに一躍浮上した武村は、対国民的には「ムーミンパパ」の愛称を認知させることでソフトなイメージを出すことに成功。政治改革やコメ自由化などで細川政権を閣内から支える一方で、閣外の意思決定機関「与党代表者会議」を主宰する小沢と対立することで自分を際だたせることに成功するなどしたたかな政略を見せたため、欧州の火薬庫と呼ばれたバルカン半島になぞらえ、三木武夫以来の「バルカン政治家」とも称された。細川は当初、連立内閣を小沢と武村のバランスに立って運営していたが、次第に小沢に傾斜する。官邸主導の政治を目論む武村は、与党代表者会議を牛耳る小沢や公明党書記長の市川雄一の一・一ラインと激しく対立した。国会対策の必要もあり、武村は古巣の自民党幹部らと頻繁に面会して調整を行っていたが、このことにも小沢は反発した。細川が消費税を廃止し、新たに税率7％の福祉目的税を創設する「国民福祉税」構想を唐突に発表した際、武村が「過ちを改めるにしくはなし」と発言するに及び、細川との間は急速に冷却化していった。岩上安身 と、政権内にいた小池百合子 は、細川と武村の間に亀裂が生じたのは、アメリカ合衆国（クリントン政権）が武村を北朝鮮に加担しているスパイであると見て、武村が政権内にいる限り日本に機密情報が出せないと、細川が訪米した際に通知し武村の更迭を求めた結果であると語っている。1994年4月8日、細川政権の崩壊直後、「さきがけ日本新党」は解消され、日本新党と新党さきがけの合流は構想倒れに終わった。

### 羽田内閣
細川退陣表明から20日後の4月28日発足の羽田孜を首班とする羽田内閣の成立に当たっては、閣外協力に転じ、院内会派「改新」には参加しなかった。

### 村山自社さ政権
この間、水面下で野党・自民党、及び連立から離脱した社会党と交渉を重ね、同年6月24日に自社両党と連立を組み、翌日6月25日、羽田内閣は総辞職。
6月30日、村山富市を首班とする自社さ連立内閣（村山内閣）を成立させる。武村は大蔵大臣に就任し、1995年の村山改造内閣でも留任する。政界再編のキーマンであった武村が連立政権で蔵相に就任したことは違和感なく受け入れられた。
同年11月において、大蔵大臣として「日本財政危機発言」を行う。このとき日本の国債発行残高は458兆円（IMF数値）であったものの、バブル崩壊の後始末を巡って深刻化する金融情勢に、必ずしも財政政策や金融政策に精通しているわけではなかった武村は実効性のある対策を打てず、この後も国債発行残高は膨張の一途を辿る事となった。
1995年9月、大蔵相在任中ながらフランスの核実験再開及び核実験実施に対するタヒチでの抗議デモに参加した。
新党さきがけの党運営については、やがて党代表幹事だった鳩山由紀夫との間で、社会党との新党、「社さ新党」構想をめぐり対立が表面化。1996年8月28日、代表を辞任。1ヶ月後の9月28日には鳩山、菅直人、簗瀬らが新党さきがけを離党し、民主党を結成。民主党の結成に際しては新党さきがけ全体での合流を希望したが、鳩山らは「排除の論理」でこれを拒否した。8月28日の代表辞任後井出正一が後任の代表となるが、新党さきがけは閣外協力の形で自民党政権を支えたものの、党勢の退潮に歯止めが効かず埋没（同年の第41回衆議院議員総選挙で自民党が躍進し、また社さ両党が議席を半減させたことも大きな一因だった）。1998年5月31日、代表に復帰。同年6月、自民党との連立を解消し、環境政党としての再出発を表明、同年10月、党名を「さきがけ」に改称し事実上解党する。
1999年（平成11年）7月、衆院本会議で国旗及び国歌に関する法律に賛成票を投じた。

### 2000年に落選、政界引退
2000年2月、心筋梗塞の手術後、回復過程で肺膿腫を併発し53日間入院。同年4月、腹部大動脈瘤破裂で倒れたが、一命を取りとめた。同年6月25日の第42回衆議院議員総選挙に無所属で立候補するも、選挙カーには一度も乗れず、昼間はホテルに身を横たえていた。武村の健康問題を取り上げた小西哲（自民）の前に落選。
2001年3月10日、さきがけを離党し民主党に入党した。7月23日に小西が死去し、それに伴う10月の衆議院補欠選挙では立候補に意欲を見せるも、病気の悪化などがあり立候補を断念。事実上の政界引退となった。
2004年、旭日大綬章を受章。その後は病気を克服して、かつて非常勤講師を務めていた龍谷大学にて客員教授として再び教壇に立つ傍ら、地球環境問題にも取り組んだ。また、2009年の民主党政権誕生以降は、かつて非自民政権の中枢にいた立場から、新政権についてコメントする機会も多かった。2011年には岩波書店からオーラルヒストリーによる回顧録を出版した。
2019年11月17日、憲法9条の改正に反対する首長や首長経験者による「全国首長九条の会」の結成総会が、明治大学のリバティタワーで開かれた。同日時点の呼び掛け人・賛同者は131人で、うち現職は13人。武村は8人の共同代表のひとりに選ばれた。
2022年9月28日、腎不全のため、大津市内の病院で死去。88歳没。死没日をもって従三位に叙された。

## 政策

### 国家像「きらりと光る国」
武村は「小国主義(小日本主義)を主張した石橋湛山にならい、日本のあるべき姿を「小さくともキラリと光る国」と表現。新党さきがけも党のスローガンに「質実国家」「足るを知る経済」を掲げた。新党さきがけには後に『石橋湛山と小国主義』（岩波ブックレット）を著した井出正一や、2004年に石橋湛山に関する著書を発表した田中秀征も参加している。新党さきがけ参加議員には石橋湛山の主張が意識されており、新党の離合集散が繰り返される中で埋もれがちであったとはいえ「小国主義」は新党さきがけが強く打ち出していた国家像であった。この主張は中村敦夫のみどりの会議に引き継がれた。
2006年11月20日、後援者・有志により滋賀県大津市の長等山園城寺（三井寺）北院法明院庭園に、武村の政治活動を記念しその業績を称える記念碑が建立された。碑表面には「きらり」「武村正義物語記念碑」（『毎日新聞』滋賀版に84回にわたって連載された自叙伝の表題を記念）と刻まれ、裏面には武村の経歴が記されている。碑の文字は地元の書家・太田佐亨によるものである。「きらり」は武村の日本の将来像を示す象徴的表現であった。

## 著書
- 『水と人間 : びわ湖からの報告』第一法規出版、1980年12月25日。ISBN 4474011880。
- 『「草の根政治」私の方法 : 敵こそ味方なり』講談社、1986年7月7日。ISBN 4062028565。
- 高見裕一と『琵琶湖から、神戸から : 市民による政治改革と民主主義への出発 対論』ほんの木、1993年7月5日。ISBN 4938568411。
- 『小さくともキラリと光る国・日本』光文社、1994年1月30日。ISBN 4334970850。
- 田中秀征と『さきがけの志』東洋経済新報社、1995年5月8日。ISBN 4492210725。
- 『私はニッポンを洗濯したかった』毎日新聞社、2006年1月。ISBN 978-4620317502。
  - 毎日新聞「しが面」（2004年4月10日～2005年12月17日）に毎週連載した自叙伝「きらり 武村正義物語」を単行本化。
- 『聞き書　武村正義回顧録』御厨貴・牧原出編、岩波書店、2011年2月。ISBN 978-4000237918。
- 『ムーミン・ハウスの窓から―武村正義著作集』中央公論事業出版、2016年4月。ISBN 978-4895144582